# Sévaz
Sévaz es una comuna suiza del cantón de Friburgo, situada en el distrito de Broye. Limita al noreste con la comuna de Vernay, al este con Bussy, al sur con Les Montets, y al oeste y noroeste con Estavayer-le-Lac.